# Moncheaux
Moncheaux ist eine französische Gemeinde mit 1.683 Einwohnern (Stand: 1. Januar 2022) im Département Nord in der Region Hauts-de-France. Sie gehört zum Arrondissement Lille und zum Kanton Templeuve-en-Pévèle. Die Einwohner werden Monchellois und Monchelloises (auch: Mingeux d’pourions und Mingeuses d’pourions) genannt.

## Geografie
Moncheaux liegt etwa 20 Kilometer südlich von Lille und etwa 20 Kilometer östlich von Lens. Umgeben wird Moncheaux von den Nachbargemeinden Thumeries im Nordwesten und Norden, Mons-en-Pévèle im Norden und Nordosten, Faumont im Osten, Raimbeaucourt im Südosten und Süden sowie Leforest im Südwesten und Westen.

## Bevölkerungsentwicklung
| Jahr                       | 1962 | 1968 | 1975 | 1982 | 1990 | 1999 | 2006 | 2012 | 2020 |
| Einwohner                  | 1217 | 1187 | 1149 | 1202 | 1276 | 1315 | 1417 | 1445 | 1723 |
| Quellen: Cassini und INSEE |      |      |      |      |      |      |      |      |      |

## Sehenswürdigkeiten

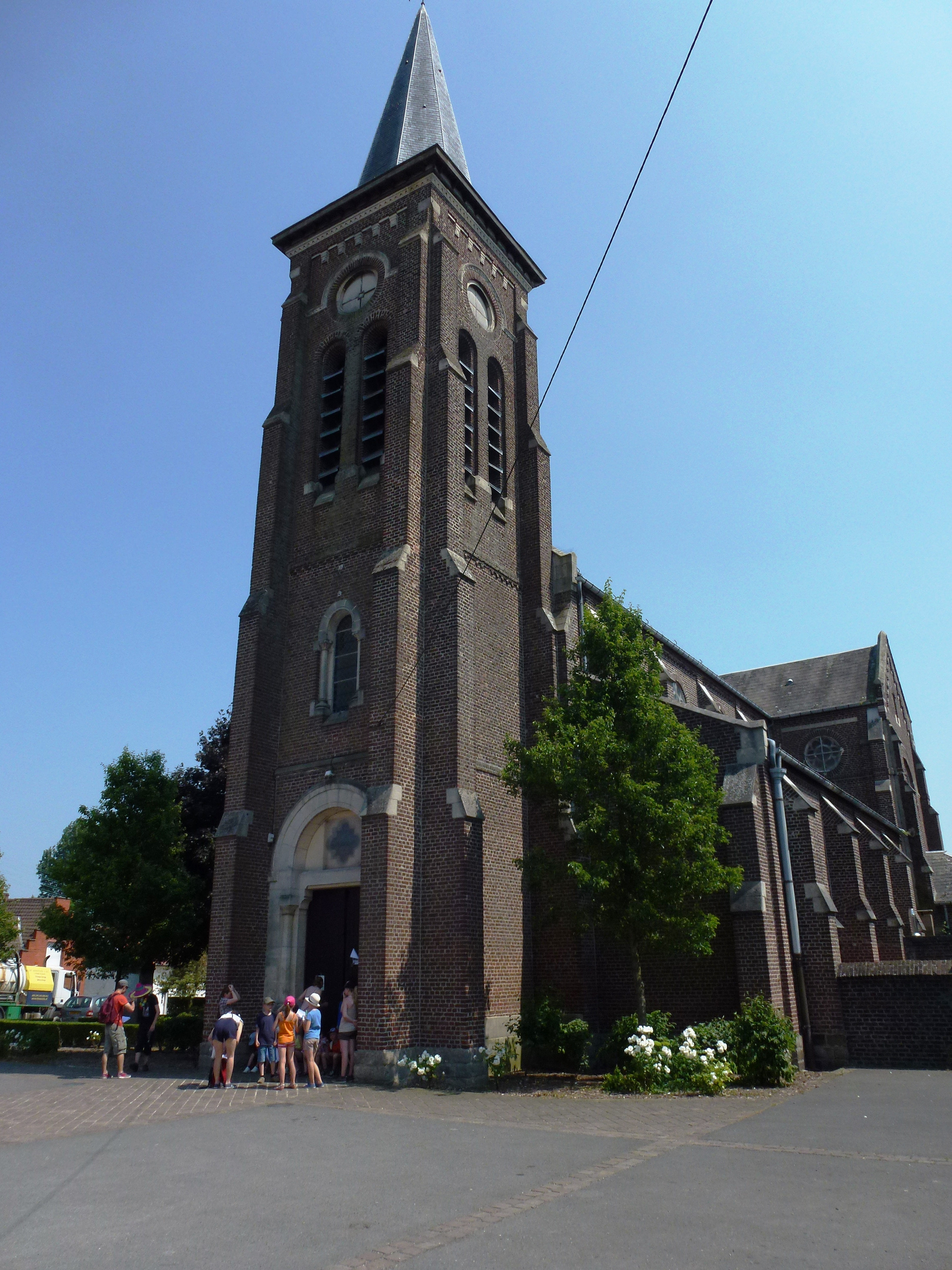
Kirche Saint-Waast
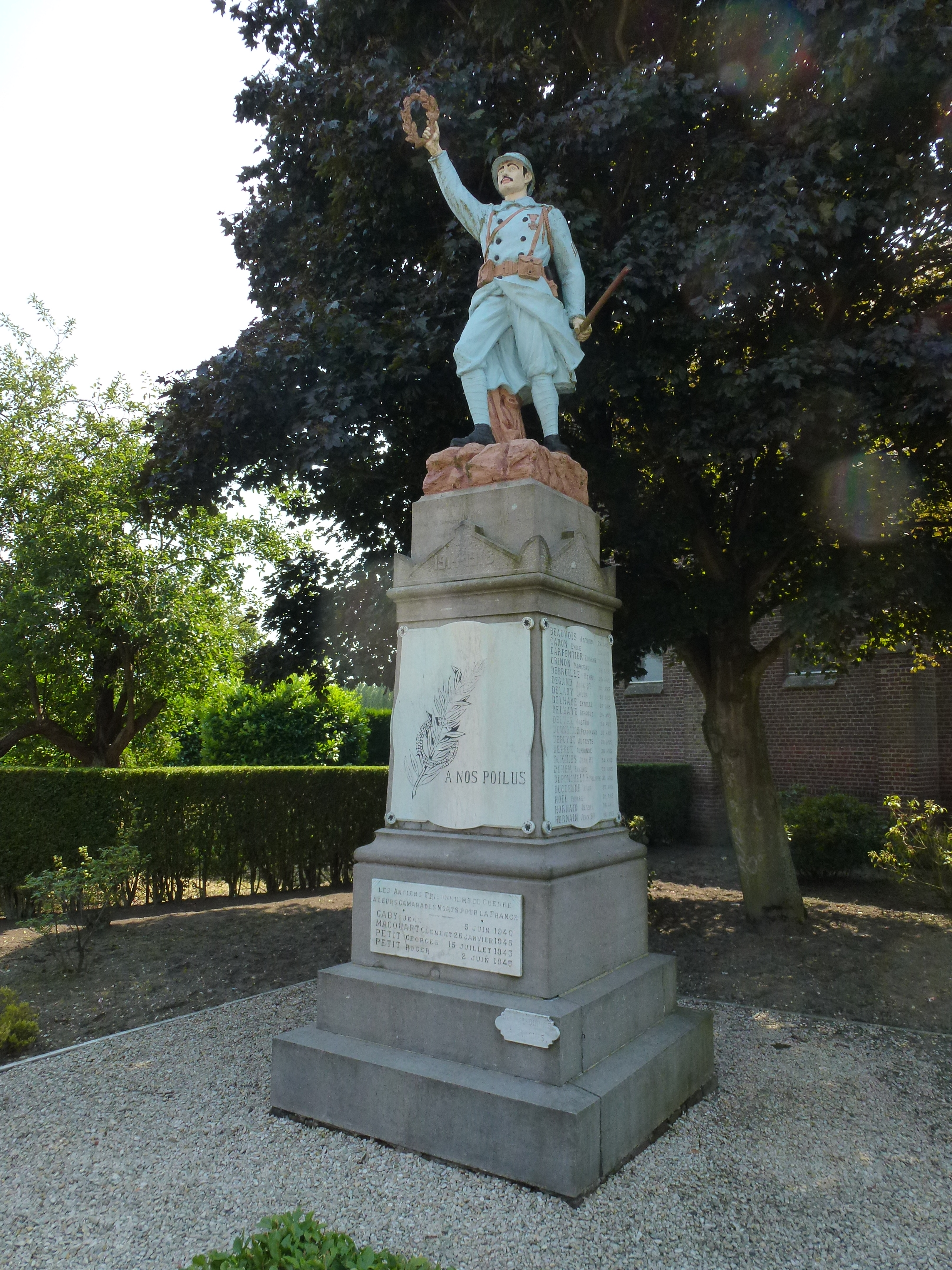
Gefallenendenkmal

- Kirche Saint-Waast
- Gefallenendenkmal